# Rågsäcken
Rågsäcken är en ö i Västeråsfjärden. Den är belägen cirka 50 meter väst om Björnön. På öns "insida" finns en brygga och en vågbrytare i betong vilken också går att lägga till vid. Ungefär på öns mitt finns ett klubbhus.